# Euptychia libitina
Euptychia libitina är en fjärilsart som beskrevs av Butler 1870. Euptychia libitina ingår i släktet Euptychia och familjen praktfjärilar. Inga underarter finns listade i Catalogue of Life.